# 惠特妮·恩金
惠特妮·恩金（英語：Whitney Engen，1987年11月28日—），美国女子足球运动员。她曾代表美国国家队参加2015年国际足联女子世界杯和2016年夏季奥林匹克运动会女子足球比赛，其中2015年世界杯获得冠军。